# Santa Tecla (El Salvador)
Santa Tecla is een stad en gemeente in El Salvador. Het is de hoofdplaats van het departement La Libertad. Santa Tecla telt 138.000 inwoners.

## Galerij

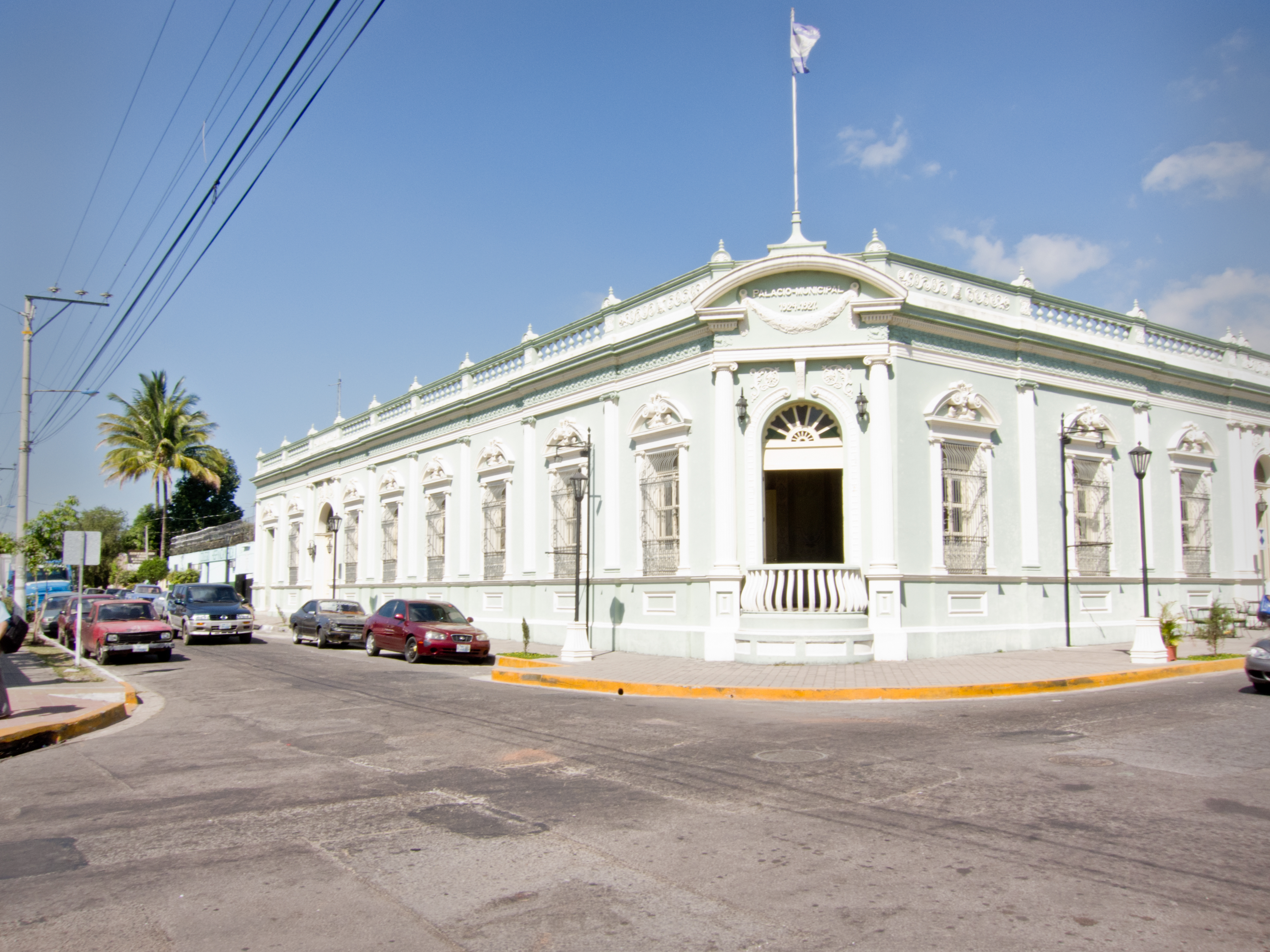
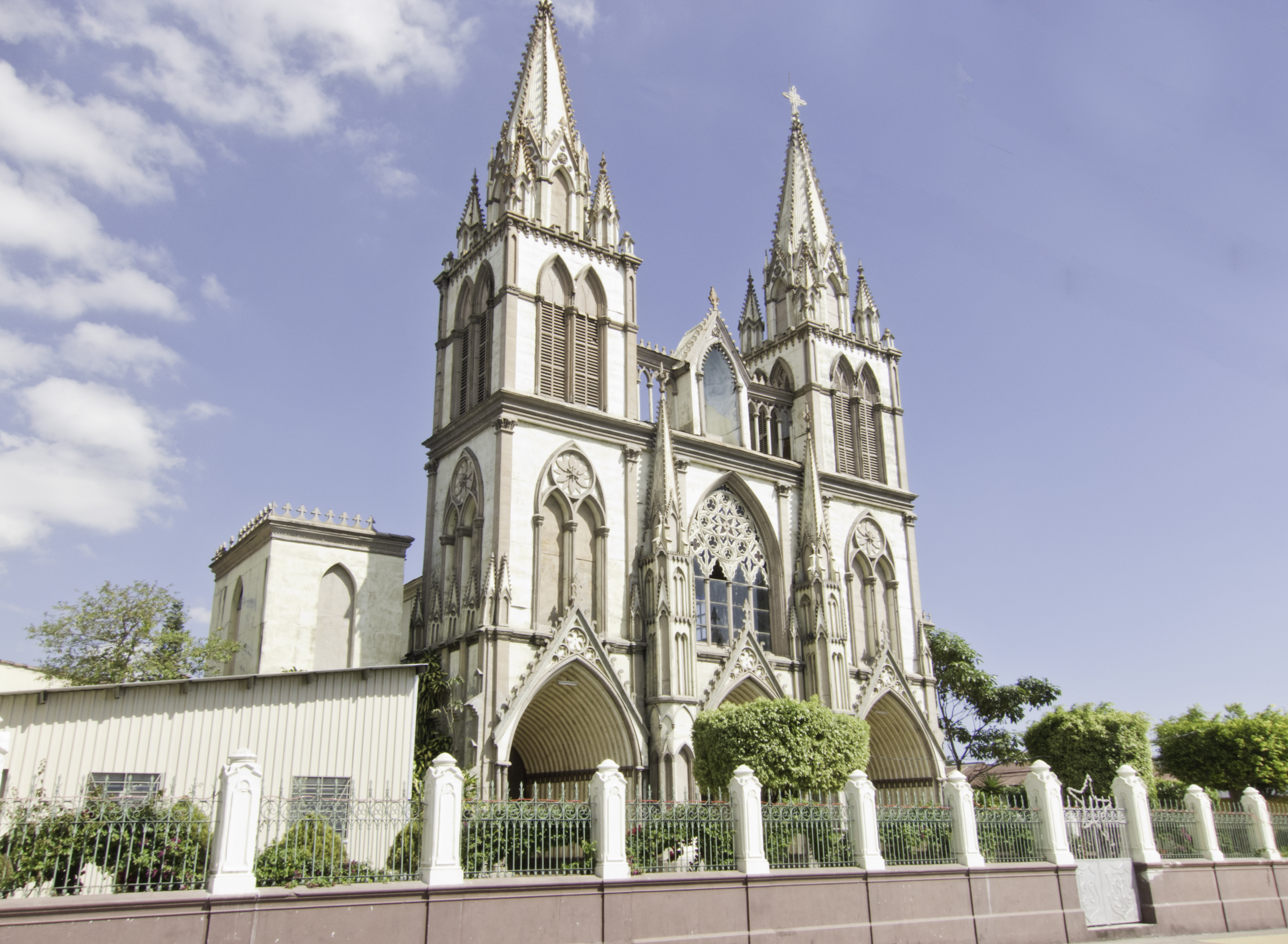
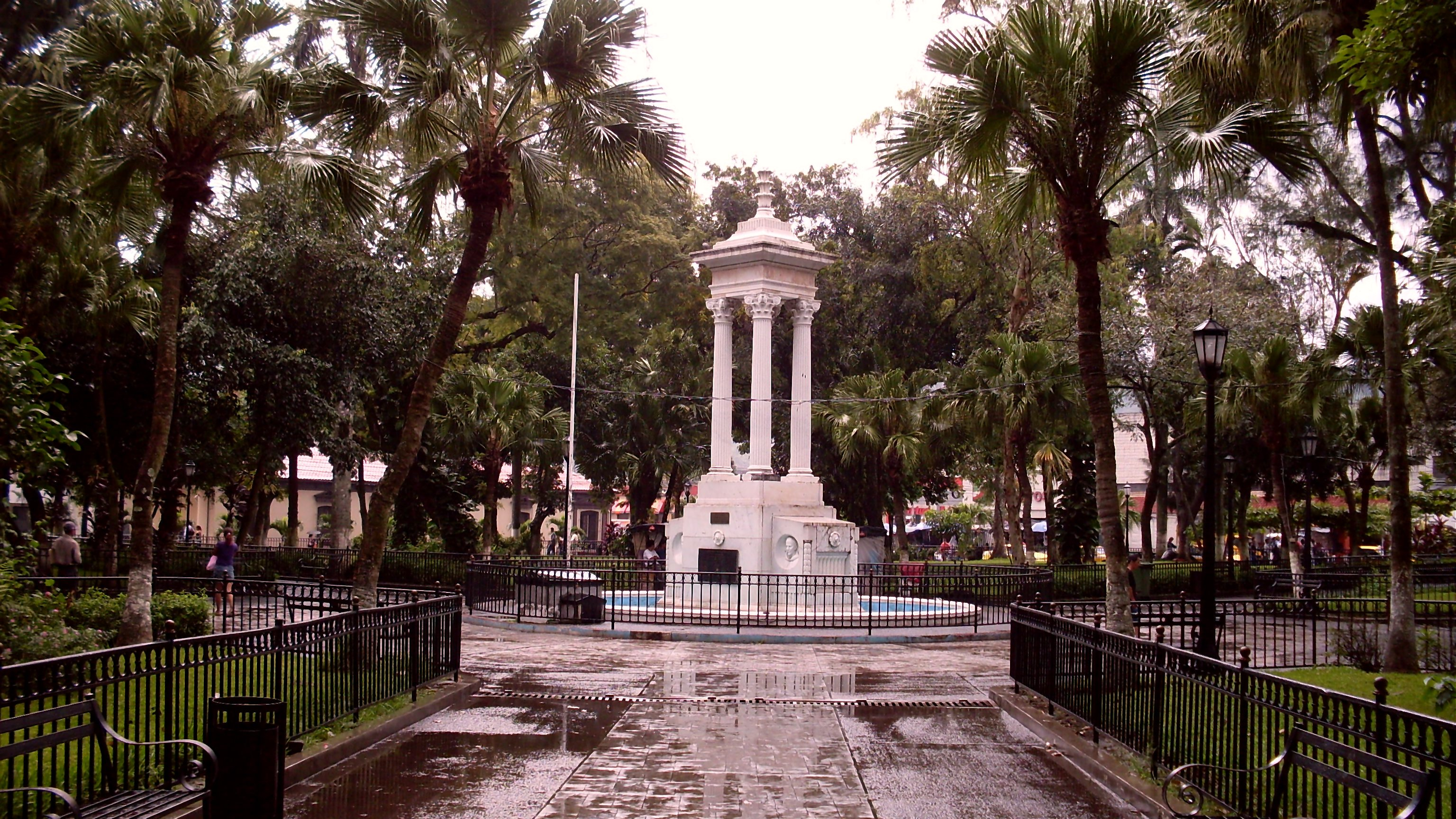
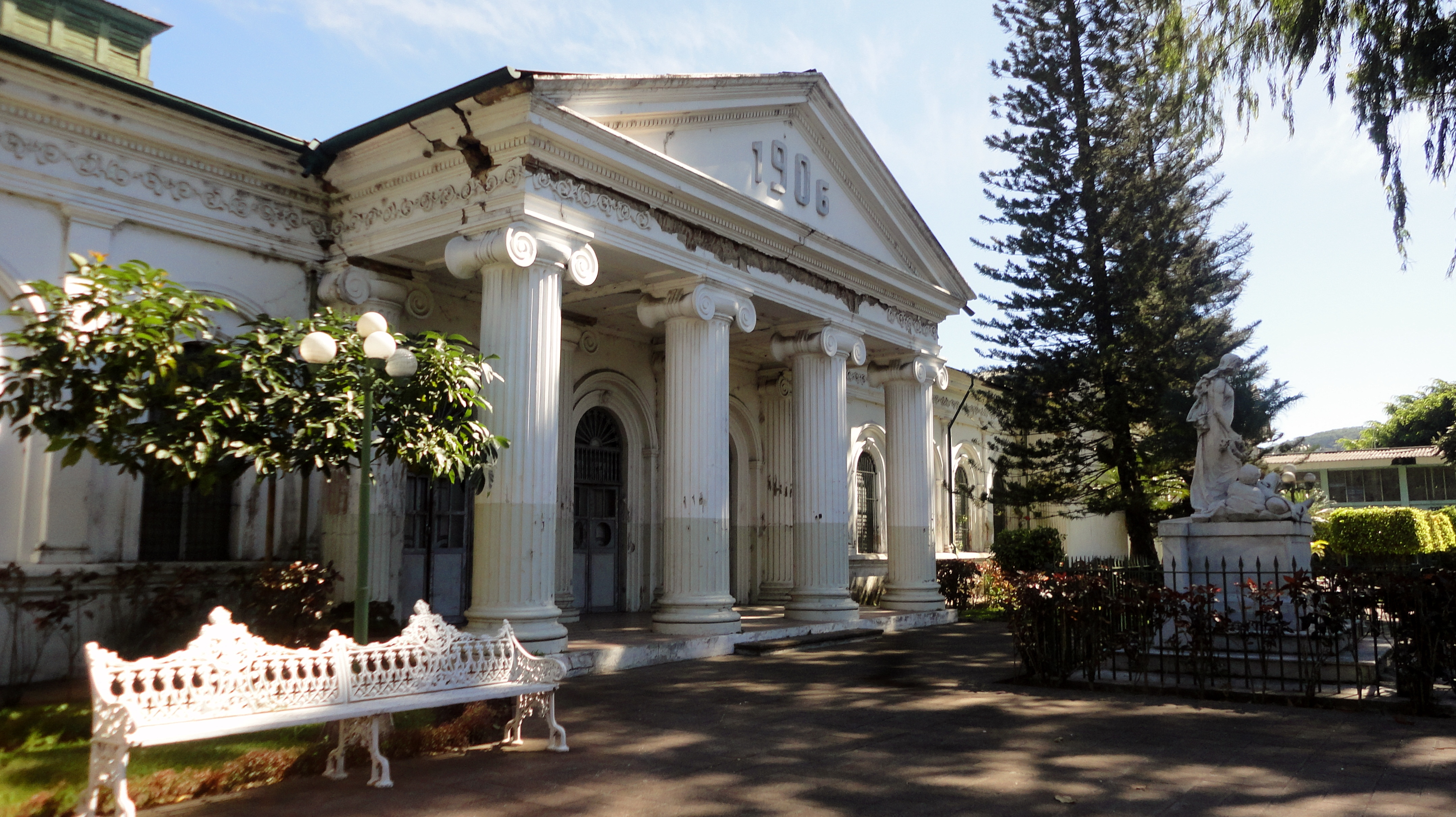